# Chlamydomyces sympodialis
Chlamydomyces sympodialis är en svampart som beskrevs av C. Perini 1986. Chlamydomyces sympodialis ingår i släktet Chlamydomyces, divisionen sporsäcksvampar och riket svampar.   Inga underarter finns listade i Catalogue of Life.